# Channel-Gletscher
Der Channel-Gletscher (in Chile Glaciar Casais) ist ein 2,5 km langer Kargletscher, der sich zwischen dem Nipple Peak und der Wall Range in ostwestlicher Ausrichtung über die Wiencke-Insel im westantarktischen Palmer-Archipel erstreckt.
Entdeckt wurde er im Zuge der Belgica-Expedition (1897–1899) des belgischen Polarforschers Adrien de Gerlache de Gomery. Seinen Namen erhielt er 1927 durch Teilnehmer der britischen Discovery Investigations, die damit auf seinen an einen Kanal (englisch channel) erinnernden Charakter anspielten. Namensgeber der chilenischen Benennung ist for Miguel Casais Morales vom chilenischen Verteidigungsministerium, der an der 6. Chilenischen Antarktisexpedition (1951–1952) beteiligt war.